# Neil Taylor
Neil John Taylor (nascut el 7 de febrer de 1989) és un exjugador professional de futbol gal·lès que jugava com a defensa. Va ser internacional per l'equip nacional gal·lés.
Es va formar al Manchester City FC, va començar la seva carrera amb el Wrexham AFC el 2007 i es va traslladar al Swansea City AFC per 150.000 lliures el 2010, i va jugar 179 partits amb els Swans. Es va unir a l'Aston Villa FC el gener de 2017 com a part d'un intercanvi per Jordan Ayew, i va jugar-hi 103 partits en total. Després de ser alliberat, va signar pel Middlesbrough FC el novembre de 2021, on va jugar l'última temporada de la seva carrera.
Taylor va fer el seu debut internacional absolut amb la selecció de futbol de Gal·les el 2010, i va jugar-hi 43 partits fins al 2019. Va formar part de la seva plantilla que va arribar a les semifinals a la UEFA Euro 2016, i també va representar el Regne Unit als Jocs Olímpics de 2012 a casa seva. Nascut de mare bengalí de Kolkata, forma part d'un nombre relativament reduït d'asiàtics britànicss del futbol professional.